# 柿沼慶典
柿沼 慶典（かきぬま よしのり、1977年2月1日 - ）は、日本の俳優、演出家、脚本家、アクティングコーチ、演技講師。栃木県鹿沼市出身。アールジュー所属。演劇団体PROJECT Higher MORE、YouTubeチャンネル『ALGドロップキック』主催。

## 略歴
大学在学中にバンド活動を始め、同校を中退し上京。
音楽の勉強のため、演技の養成所に入所するがそのまま芝居の世界に入る。
川戸貴文氏を師事し舞台演技を、
ロシア功労芸術家であるレオニード・アニシモフ氏を師事し、スタニスラフスキー・システムを学ぶ。
退団後、客演などで小劇場の舞台で活動。
コロナ禍により舞台公演が休止になる中、活動の場を映像方面へ移行する。
演劇団体『PROJECT Higher MORE』(2016-2024終了)を主催し、舞台公演を行っていた。映像団体『ALGドロップキック』(2020-)を鈴木紀進と共同主催、YouTubeでドラマ配信を行っている。

## 人物
特技・趣味　
エレキギター、料理、魚を捌く
免許　
普通自動車免許、普通自動二輪免許

## 出演

### テレビドラマ
- 婚活刑事 4話(2015年7月23日、読売テレビ)- 勘違いされた待ち合わせ人役
- 警視庁捜査一課長12月スペシャル　(2019年12月15日、テレビ朝日)- 刑事役
- 俺たちはあぶなくない〜クールにさぼる刑事たち 第1話(2020年9月18日、毎日放送)- 浅利役[1]
- さくらの親子丼3 第4話(2020年11月7日、フジテレビ)- 真由子の援助交際の相手役
- 麒麟がくる 第26回（2020年10月4日、NHK） - 坊主(医師)役
- 少年寅次郎スペシャル 前編(2020年12月4日、NHK)- 啖呵売の男役[2]
- 孤独のグルメ年末SP（2020年12月31日、テレビ東京）- 常連客役[要出典]
- 殴り愛、炎(2021年4月2日、テレビ朝日)- 外科医師役[3]
- イチケイのカラス(2021年、フジテレビ)- 医師役
- 純喫茶に恋をして第3シーズン16話(2021年5月29日、フジテレビ)- 客ライダー役
- 半径5メートル(2021年、NHK)- 記者A 役
- 漂着者 5話(2021年8月27日、テレビ朝日)- 野次馬C 役
- ラーメン大好き小泉さん 2代目！2022年新春SP(2022年1月8日、フジテレビ)- 隼人に絡むサラリーマン役
- 星新一の不思議な不思議な短編ドラマ｢善良な市民同盟｣」(2022年5月3日、10日、NHK)- 不動産会社社員役
- 特捜9シーズン5 9話(2022年6月1日、テレビ朝日)- 闇金業者役
- 六本木クラス 3話(2022年7月21日、テレビ朝日- 組員C役
- ブラック/クロウズ〜roppongi underground〜前編(2022年6月29日、フジテレビ)- カジノ客・山崎役
- 刑事7人シーズン8 10話（2022年9月14日、テレビ朝日）- 万引きを捕まえるスーパーの店長役[4]
- 今野敏サスペンス機捜235×強行犯係・樋口顕（2023年、テレビ東京）- ハンバーグ屋店長役
- 三千円の使いかた 2話（2023年1月14日、フジテレビ）- コンビニの店長役
- どうする家康（2023年、NHK）- 米俵を運ぶ農民役
- バンカケ〜警視庁自動車警ら隊 第6回（2023年3月27日、テレビ東京）- トラック運転手 村上役[5]
- ペンディングトレイン-8時23分、明日君と(2023年、TBS)- 5号車乗客役[6]
- 夫婦が壊れるとき(2023年、日本テレビ)- パーティ客役
- ケイジとケンジ、時々ハンジ。 2話（2023年4月20日、テレビ朝日）- ラーメン屋店主役[7]
- 特捜9シーズン6 7話（2023年5月17日、TBS）- クリーニング屋店長役[8]
- 刑事７人シーズン9 1話（2023年6月7日、TBS）- 宝来に似た男役[9]
- グレイトギフト 2 - 4話（2024年1 - 2月、テレビ朝日）- 安田の息子役[10]
- 院内警察〜アスクレピオスの蛇〜 8・10話（2024年3月、フジテレビ）- 警備員役[11]
- しょせん他人事ですから〜とある弁護士の本音の仕事〜 4話（2024年8月16日、テレビ東京）- 高梨を叱責する客役
- 24時間テレビ47スペシャルドラマ 欽ちゃんのスミちゃん～萩本欽一を愛した女性〜 （2024年8月31日、日本テレビ）- お好み焼き屋店長 役
- 東京サラダボウル-国際捜査事件簿- 6話（2025年2月11日、NHK）- 町内会長 役

### 配信
- ここは笑いのふしぎ堂書店シーズン1（2023年11月22日、prime video）-滑って殺される男 役
- キャスタースピンオフドラマ恋するキャスター 8話（2025年6月2日、TBS・U-NEXT）- 記者3 役
- 私の夫と結婚して1話(2025年6月27日、prime video)- ラーメン屋店主役
- BACK TO THE STORIES39話(2025年7月18日、FODショート)- 風俗男役
- 旅館バイトは社長令嬢?!〜お嬢様の華麗なる逆襲〜42.43話(2025年8月1日、FODショート)- 出品者役

### 映画
- GOKU・OH 極王(2019年、港雄二監督)- 大津組長役
- 長全寺(2021年、川本淳市監督)- 喧嘩する男・布施役
- バイオレンスアクション(2022年、瑠東東一郎監督)- 幹部組員役

### 再現ドラマ
- 行列のできる法律相談所きゃりーぱみゅぱみゅ再現(2017年、日本テレビ)- 通行人、客など
- ワールド極限ミステリー3時のヒロイン再現ネタ(2020年、TBS)- 警備員役
- 中居正広の金曜日のスマイルたちへKis-My-Ft2 再現(2021年、TBS)- 友人B役
- NHKBS1スペシャルマッカーサーが来るまでに何があったのか？市民たちが見た終戦直後の15日間(2021年8月21日、NHK BS1)- 出版社 社長役
- 所さん!事件ですよ求人広告詐欺(2022年、NHK)- 悪徳業者役
- ザ!世界仰天ニュース再現ドラマ・勝浦坦々麺の発祥秘話(2022年、日本テレビ)- お客役
- 所さん!事件ですよ電子レンジ火災再現(2022年、NHK)- 天谷さん役
- タモリステーション 「のぞみ300系開発秘話」(2025年、テレビ朝日)- 上司B役

### バラエティ
- ZIP!寄生獣ミギーの世界を教えて 6話｢何故人は走る？」(2014年、日本テレビ)- 走る男役
- 芸能人が本気で考えた!ドッキリGP(2021年、フジテレビ)- 水かけ祭りを説明する自治会長役、鬼ババアの伝説を話す和尚役
- 私が女優になる日(2022年、TBS)-バラエティ部局長(父親)役 / 催眠術師
- 防犯カメラが捉えた!衝撃コント映像(2022年冬、朝日放送テレビ)- 万引き犯役
- 芸能人が本気で考えた!ドッキリGP(2022年、フジテレビ)- 鬼ババアの伝説を話す和尚役（2回目）、千葉のトリュフ取り名人役
- 芸能人が本気で考えた!ドッキリGP(2023年、フジテレビ)- 真田軍 お粥を食べる男/織田軍 部隊長
- チコちゃんに叱られる!(2023年、NHK)- ぽっちゃり旦那役
- 『Lovers or Liars？』〜本物の夫婦はどれ？(2024年3月、TBS)- 中華料理屋店主 役
- 水曜日のダウンタウン(2024年8月、TBS)- コロナ禍ドッキリ -プロデューサー 役
- BreakingDownドッキリ シャバ僧No.1決定戦 #1(2024年8月、AbemaTV)- ポンコツEV業者役

### CM
- サントリー缶コーヒーboss(2016年)- 通行人役
- 興和株式会社Q&Pゴールドαプラス(2017年)- 通行人役
- Tao Tronics web(2017年)- 乗客役
- 17LIVE(イチナナライブ)「部長を探せ」イベントスチール（2023年）- 部長役
- NTT東日本グループ「Nにおまかせ！」集めよう！お客さん篇（2024年）- ラーメン店店主役

### 企業系
- 三井物産VP- 先輩社員役
- JT J minits girl PV- お客さん役
- ResMed『睡眠時無呼吸啓発動画』親子で気づく編- お父さん役
- 中央化学㈱「スキンパック」WEBセミナー 商品説明用ドラマ- スーパー店主役
- 投資信託協会　再現VTRキャスト(2022年)- 土井役
- 人材派遣パーソルエクセル「SNS動画」(2023年〜2024年)- 有益おじさん係長
- リンレイ『創立80周年記念映像』(2025年)- セクハラ部長役

### ナレーション
- webcm ワンコインレンタカー ワンコインリース(2011年)
- webcm お仕事マッチングサービス anytimes(2014年)

### 舞台
- 【養成所一年次卒業公演】『ヒラガナ/かたかな』（2001年2月）
- 【養成所二年次卒業公演】『ベニスの商人』（2002年2月）- シャイロック役
- 【養成所中間公演】『Life is Love 2』（2004年7月）
- 【卒業公演】『ジプシー～千の輪の切り株の上の物語～』（2005年4月）- 父親役
- KEY企画アトリエ公演（演出-川戸貴文）
  - 『トランス』【３人芝居】（2005年4月）- マサト役
  - 『ラブレターズ』【２人芝居】（2005年8月）- アンディ役
  - 『バンク・バン・レッスン』（2005年12月）- 支店長役
  - だんすだんすだんす公演『バンク・バン・レッスン』（2006年3月）- 強盗1役
  - 朗読劇『この子たちの夏』（2006年8月）
  - 『星降る夜の真冬の星座』（2006年12月）- 竹蔵役
  - 『オバケなふたり～8月のシャハラザードより～』（2007年6月）- 木島さん役
  - 朗読劇『この子たちの夏』(再演)（2007年8月）
  - 『四季の庭』（2007年11月）- ペンキ屋役
  - 『トランス』(再演）（2008年1月）- サンゾウ役
  - 『舞え舞えかたつむり』（2008年3月）- 刑事役
  - 『恋愛戯曲』（2008年5月）- 杉村役
  - 『ハルシオンデイズ』（2008年9月）- マサト役
- 東京ノーヴィ・レパートリー・シアター公演 2008〜2012年（毎年半年間のレパートリー公演、演出-レオニード・アニシモフ）
  - チェーホフ『かもめ』- ソーリン役
  - チェーホフ『プロポーズ』- 父親役
  - チェーホフ『桜の園』- ロパーヒン役
  - チェーホフ『イワーノフ』- レーベジェフ役
- 『sand glass～時計と鏡～』（2013年4月＠タイニイアリス）- 旧死神役
- スパイラルメソード本公演『超極秘事項2013』（2013年10月＠てあとるらぼう）- 矯正監役
- スパイラルメソード本公演『神様Help(^_^)』（2014年2月＠阿佐ヶ谷プロット）
- ミキミキコネクションVol.1『季節はずれの雪』（2014年8月＠キッチン中野）- デイブ役
- 『紙風船』(2人芝居)（2014年5月）
- 菅沼萌恵主催 和ライブ公演『親父の説教』(3人芝居)（2015年7月＠レストランパペラ）
- GAIA art entertainment主催公演
  - ARCADIA vol.5『月並みなはなし』（2015年5月＠レストランパペラ）
  - ARCADIA Vol.6『巡礼者』（2015年9月＠ワーサルシアター）- ディー役
  - 『一筆入魂』(演出補、出演)（2015年11月＠四ツ谷絵本塾ホール）
  - ARCADIA Vol.7『The Line～環状線上のアリア/死の視線～』（2016年2月＠絵空箱）- 安井役
- 劇団武士道公演『巌流島』(2017年8月＠武蔵野芸能劇場)- 伊賀中忍頭 楯岡道順 役
- 『狐ノ屋台』(2018年8月@阿佐ヶ谷アルシェ）
- しみくれ『黄緑の境界線』（2018年12月@阿佐ヶ谷アルシェ）
- 劇団テンアンツ『板の上の二人と三人と一人』(2019年5月@下北沢駅前劇場）
- PHM公演『GINGER BREAD LADY』(2019年　東中野バニラスタジオ）　- ルゥ役
- 一般社団法人南三陸町研修センター主催『聴く演劇プロジェクト〜語り継ぐ南三陸　あの日・その前・その後〜』（2020年2月26日＠南三陸町）
- 配信型朗読劇ゆめかばLABO 19回公演『ロミオとジュリエットの落としもの』(2024年6月11日@新宿アルタKeyStudio）　− 銀次役
- 配信型朗読劇ゆめかばLABO 22回公演『はじまりの一歩』(2024年9月10日@新宿アルタKeyStudio）　− (影ボイス)山内役
- 配信型朗読劇ゆめかばLABO 23回公演『ルームシェアの恩人』(2024年10月9日@新宿アルタKeyStudio）　− ササキ役
- 配信型朗読劇ゆめかばLABO 28回公演『ルームシェアの恩人』(2025年5月22日@新宿シアターマーキュリー）　− 梶原栄一役

### 演出
- 「一筆入魂」(演出補)（2015年11月＠四ツ谷絵本塾ホール）
- PROJECT Higher MORE公演（以下PHMと呼称）
  - PHM公演「煙草の害について」（2017年9月＠おうちごはんいずみや）
  - PHM公演「バンクバンレッスン」（2018年1月＠だるま座アトリエ）
  - PHM公演「歯医者のたまご」〜名医先生より〜（2018年3月＠おうちごはんいずみや）
  - PHM公演「Ginger(ジンジャー)」（荒川遊園地商店街すとりぃとフェス、2018年11月24、25日）
  - PHM公演「四季の庭〜farewell of spring〜」（47ENGINE主催ショートショートカーニバル、2019年1月24〜27日＠コフレリオ新宿シアター）
  - PHM公演「GINGER BREAD LADY」（2019年10月11〜14日＠東中野バニラスタジオ）
- 一般社団法人南三陸町研修センター主催

　『聴く演劇プロジェクト(朗読劇)〜語り継ぐ南三陸　あの日・その前・その後〜』
　（2020年2月26日＠宮城県本吉郡南三陸町　演劇集団ごきげん一家）
- 一般社団法人南三陸町研修センター主催

　震災を語り継ぐ『聴く演劇プロジェクト　思いto想い〜繋ぐ南三陸人のおもい〜(朗読劇)』
　（2021年2月27年＠ごきげん一家 オンライン配信公演）
- デュオ・オペラ『電話』『出島』

　（2022年1月30日@としま区民センター）
- 配信型朗読劇ゆめかばLABO 31回公演『翼もください』

　(2025年8月15日@新宿シアターマーキュリー）

### オーディオブック・ディレクション
- オトバンク オーディオブック

誉田哲也著 姫川玲子シリーズ 声 : 行成とあ
- - 「ノーマンズランド」
  - 「ルージュ　硝子の太陽」
  - 「インデックス」
  - 「ブルー・マーダー」
  - 「感染遊戯」
  - 「インビジブル・レイン」
  - 「シンメトリー」
  - 「ソウルケイジ」

### ミュージックビデオ
- 「KICK THE CAN CREW『千%』」（2017年）旅人役